# 1990年フォーセット航空ボーイング727失踪事故
1990年フォーセット航空ボーイング727失踪事故は、1990年9月11日に発生した航空事故である。
マルタ国際空港からホルヘ・チャベス国際空港へ向かっていたフォーセット航空のボーイング727-247がカナダ・ニューファンドランド・ラブラドール州のレース岬から180マイル南東の大西洋で失踪した。
このフライトは回送便で、乗員6人とその家族10人が搭乗していた。パイロットからの最後の交信は燃料切れに陥り、不時着水の準備をしていることを示す遭難信号だった。当時、事故機は予定された飛行経路を100マイル以上逸脱していた。事故後、搭乗者の遺体や機体の残骸は発見されなかった。

## 飛行の詳細
事故機は1969年に製造されたボーイング727-247（OB-1303）で、同年10月24日に初飛行を行っていた。ウエスタン航空へ納入され、その後複数の航空会社で運航された後、フォーセット航空が購入した。1990年の夏の期間、事故機はフォーセット航空からマルタ航空へリースされており、ペルーへの回送中に失踪した。リース期間中はマルタ航空の塗装がされており、事故当時もその塗装だった。
失踪したとき、事故機には乗員6人と乗客10人が搭乗していた。乗員にはリース期間中にマルタで働いていた整備士や地上職員も含まれていた。乗客はその家族らで、乳児と4人の女性が搭乗していたとみられている。また、乗員乗客はいずれもペルー人だった。

## 事故の経緯
事故機はミラノ・マルペンサ空港、ケプラヴィーク国際空港、ガンダー国際空港、マイアミ国際空港で給油を行う予定だった。マルタからミラノ、ケプラヴィークまでの区間は予定通りで、ケプラヴィークからガンダーまでの区間で異常が発生した。
事故機はケプラヴィークでの給油を完了し、現地時間13時16分に離陸した。しかし、到着予定時刻の15時を過ぎても事故機はガンダーへ着かなかった。15時23分頃、付近を飛行していたトランス・ワールド航空851便とアメリカン航空35便が燃料不足を知らせる遭難信号を受信した。パイロットは高度10,000フィート (3,000 m)を飛行しており、大西洋への不時着水の準備を行っていると報告していた。この報告は851便と35便のパイロットによって管制官へ中継された。この報告を最後に事故機からの交信は途絶えた。
最後の交信がされたのはニューファンドランド・ラブラドール州セントジョンズの南東250マイル、レース岬から180マイルの地点だった。この地点は予定された飛行経路から大きく外れており、パイロットが無意識のうちにコースを逸脱した可能性が示唆された。

## 捜索
交信が途絶えた数時間後、カナダ軍による捜索救助活動が開始され、3機のCP-140とCH-113が派遣された。カナダ沿岸警備隊の巡視船2隻、漁業巡視船2隻、海軍の駆逐艦2隻も捜索に当たった。事故機の緊急ロケータービーコンの信号が衛星によってキャッチされたが、正確な位置までは特定できなかった。当局は異常な信号を衛星がキャッチしたが、航空機からのものか救命ボートからのものかは分からないと述べた。
当時の天候や視界は良好で、海も穏やかだったため、事故機は不時着水後、数時間海面に浮かんでいたと推測された。また報告によれば事故機には救命胴衣や救命ボートなどが装備されていた。
必死の捜索活動にもかかわらず、事故機の残骸や搭乗者の遺体は全く発見されなかった。当局は機体の白い塗装が上空からの捜索を困難にしたと話した。

## 事故後
ペルー政府によって事故調査が行われた:37。カナダ運輸省のスポークスマンであるリリー・アッバスは最後の交信が行われた時点で機体はコースを逸脱していたと述べ、当局は事故機が「迷子になった」と推定した。事故機がコースを100マイル以上逸脱した原因は明らかにされなかった。パイロットは燃料不足を報告していたが、ケプラヴィークの空港責任者は給油に問題はなかったと主張した。最終的にパイロットの飛行計画が不十分だったことが事故原因と推測されている。